# Licuala telifera
Licuala telifera är en enhjärtbladig växtart som beskrevs av Odoardo Beccari. Licuala telifera ingår i släktet Licuala och familjen Arecaceae. Inga underarter finns listade i Catalogue of Life.